# Elsa Lindskog
Elsa Ingeborg Lindskog, född 4 september 1904 i Väse församling, Värmlands län, död 28 juli 1991 i Stockholm (Farsta), var en svensk socionom och socialdemokratisk politiker.
Lindskog var ledamot av Sveriges riksdags andra kammare från 1949 i valkretsen Kopparbergs län.